# Славенцин (Лодзинське воєводство)
Славенцин (пол. Sławęcin) — село в Польщі, у гміні Ґрабув Ленчицького повіту Лодзинського воєводства.
Населення — 148 осіб (2011).
У 1975—1998 роках село належало до Конінського воєводства.

## Демографія
Демографічна структура станом на 31 березня 2011 року:
|          | Загалом | Допрацездатний вік | Працездатний вік | Постпрацездатний вік |
| -------- | ------- | ------------------ | ---------------- | -------------------- |
| Чоловіки | 71      | 16                 | 43               | 12                   |
| Жінки    | 77      | 17                 | 45               | 15                   |
| Разом    | 148     | 33                 | 88               | 27                   |